# کاسیسابا
کاسیسابا (Kassisaba) یکی از زیربخش‌های شهر تالین، استونی است که ۴۲۶۵ نفر جمعیت دارد.

## نگارخانه

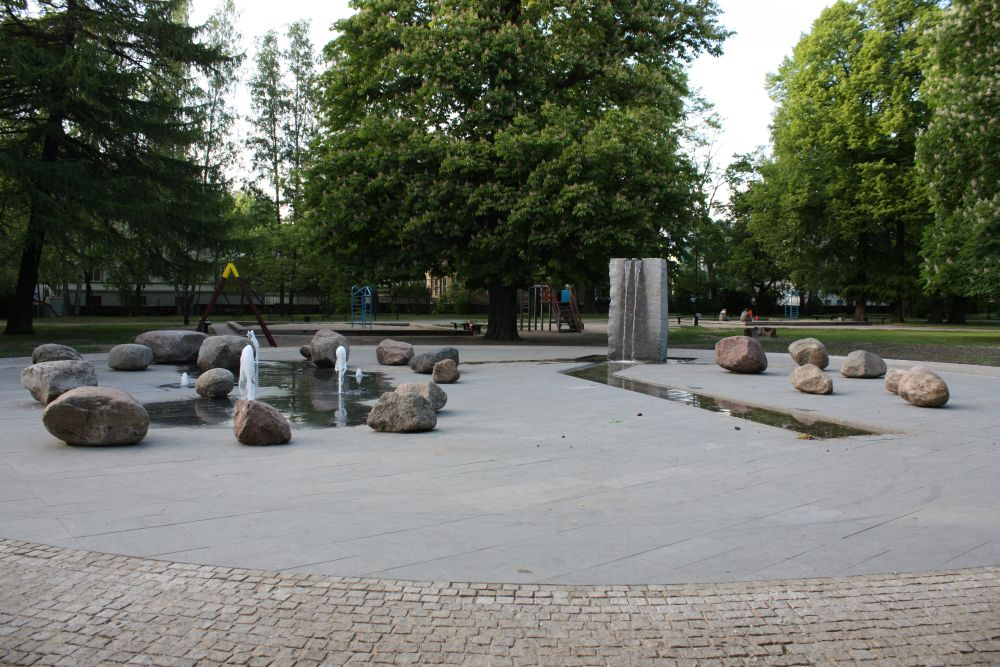
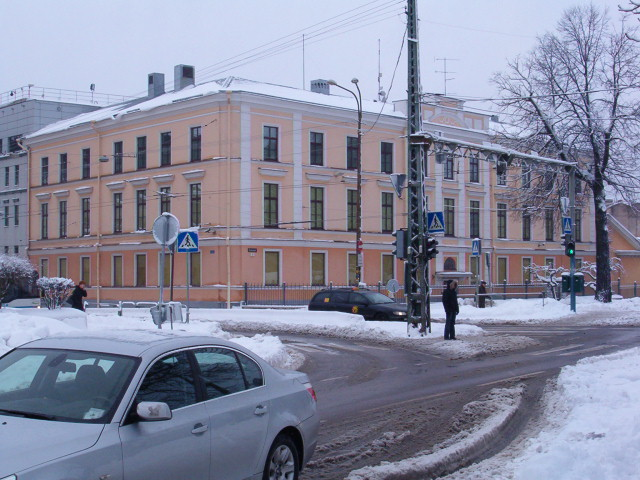
مقر KAPO
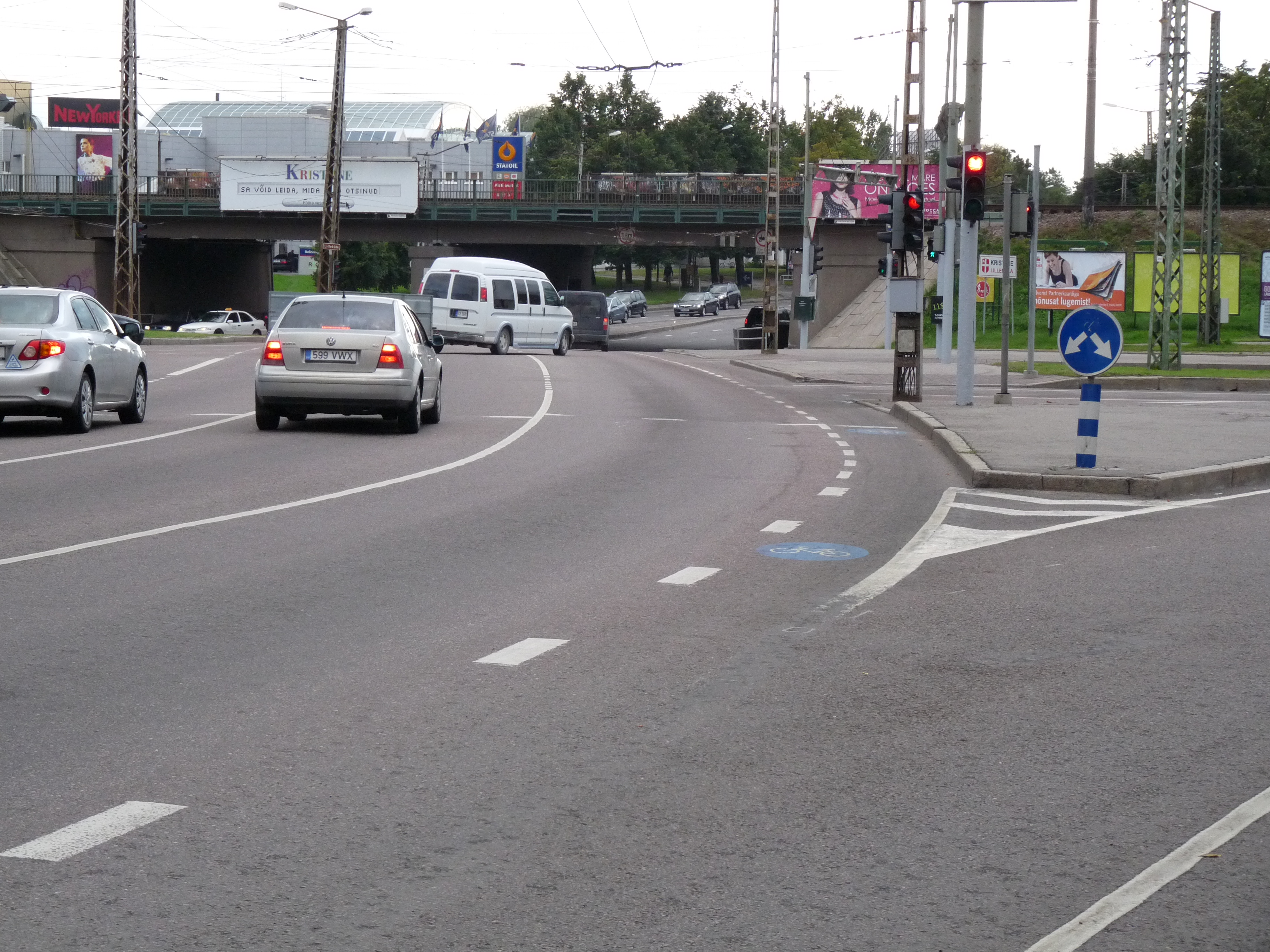
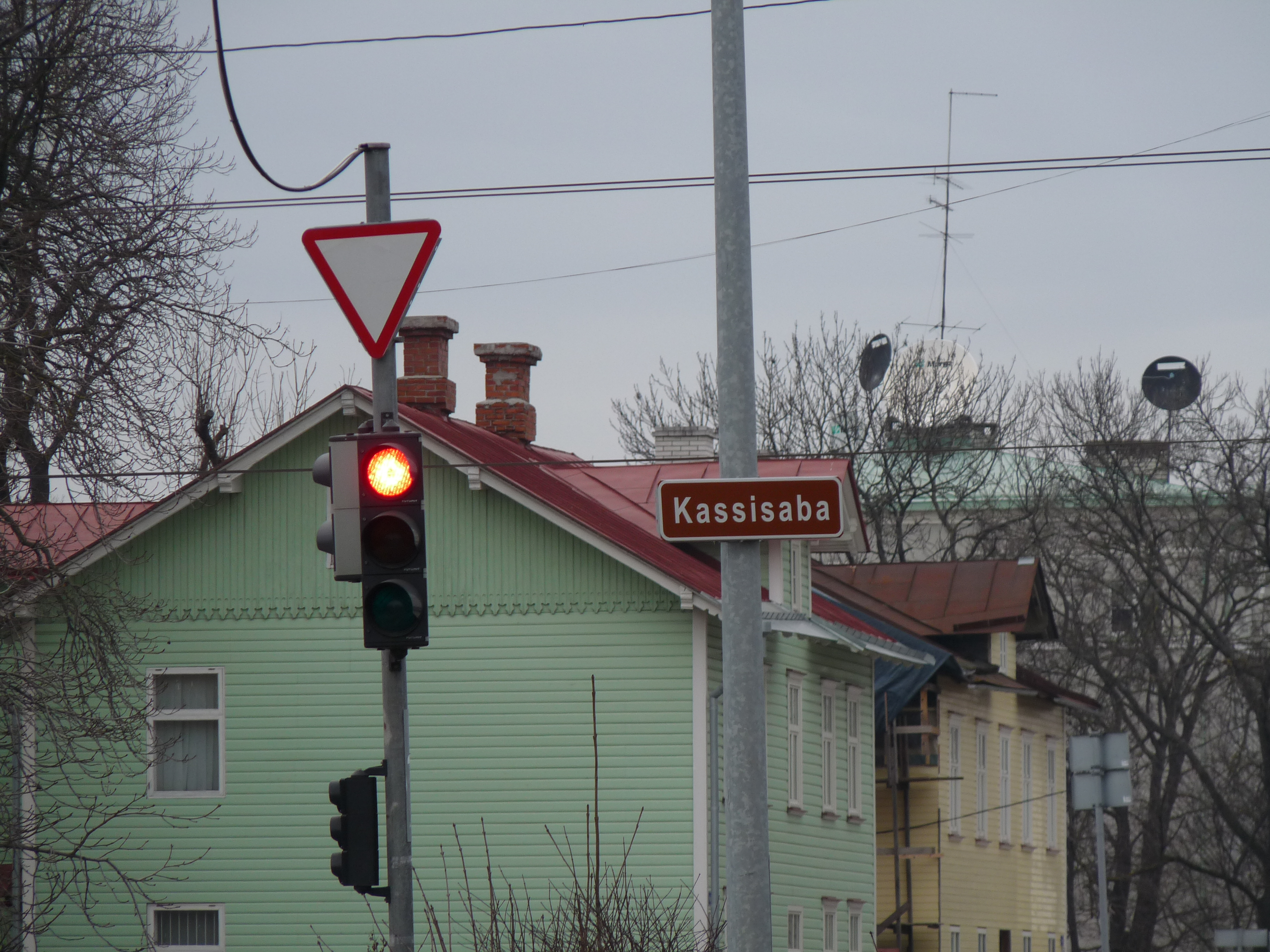
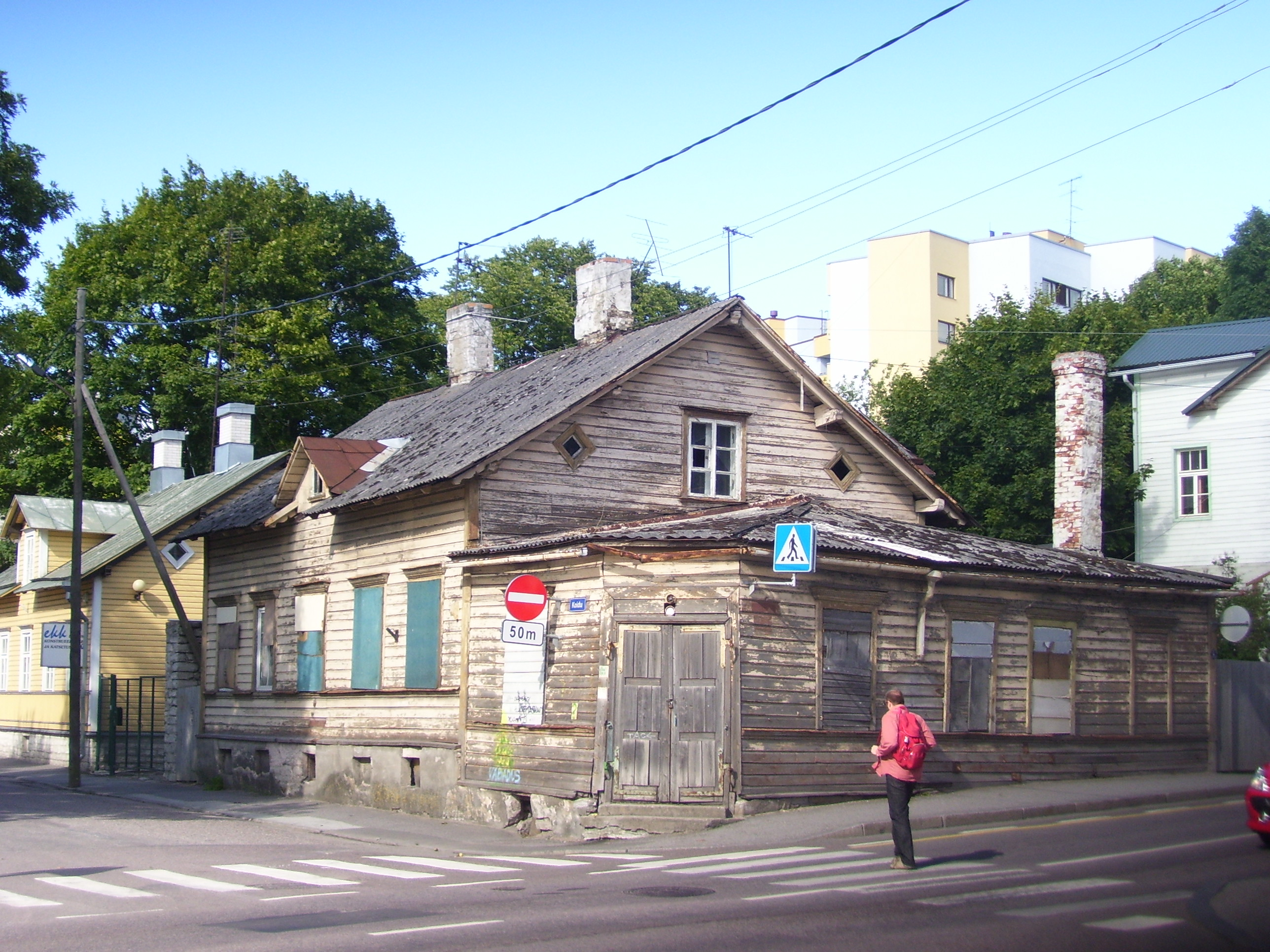
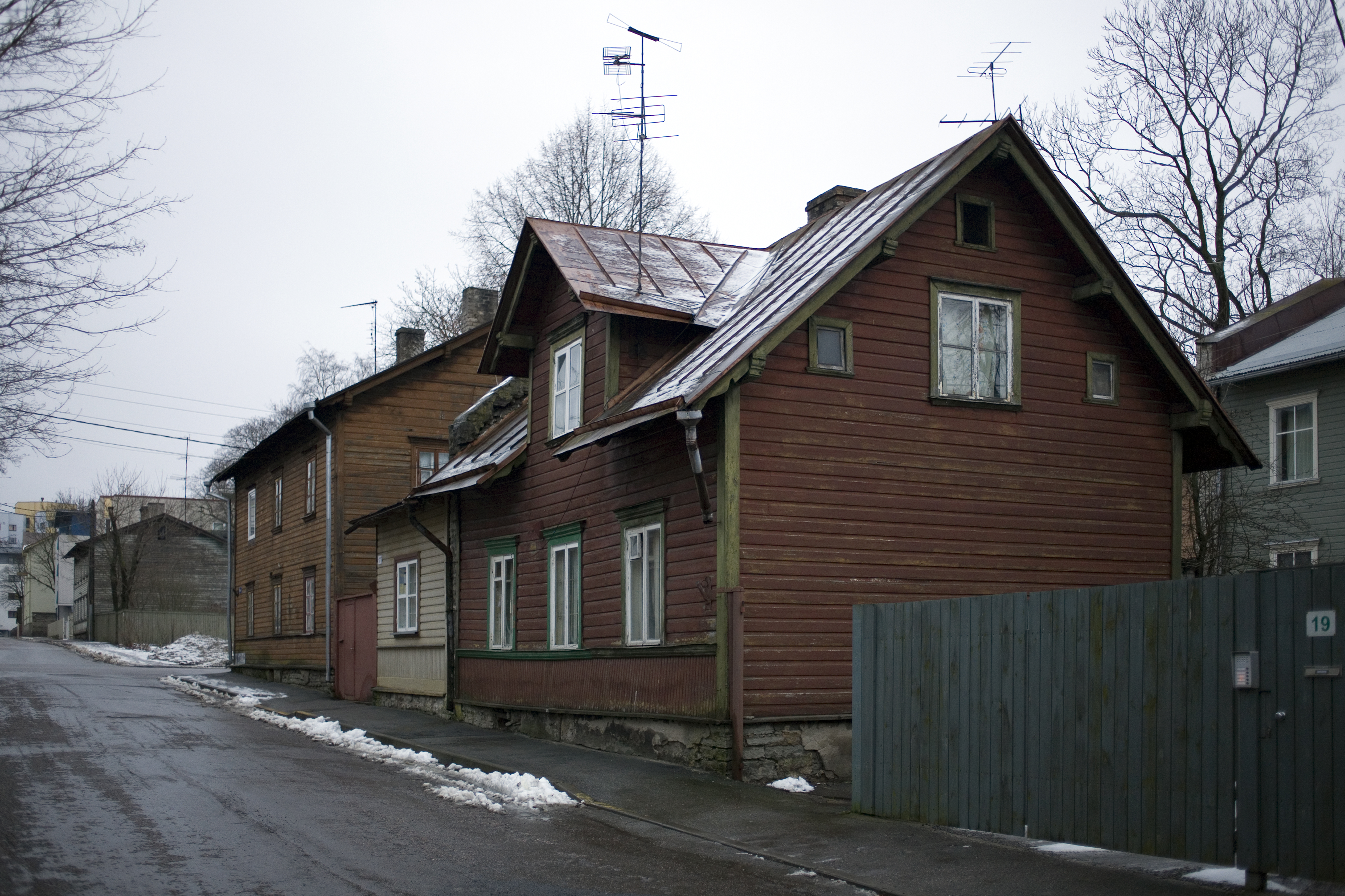